# 龍眠寺
龍眠寺（りゅうみんじ）は、静岡県掛川市にある仏教寺院。

## 由緒
龍眠寺は山号を平等山と称し（又の名を安穏山）、焼津市坂本の曹洞宗高草山林叟院の末寺である。室町時代の今川義元の建立ともいう。草創は明応5年（1496年）で、樹木ヶ谷に開祖大樹宗光師の初開道場として建立された。また天正2年（1574年）に始まった高天神城の戦いの際には、領主より寺社・住民は遠方へ立ち退くよう通達があり、信州に避けた。合戦が終わり戻るが、諸堂は大破していた。しかし、松下助左ェ門の寄進で諸堂が再建された。
横須賀城6代城主松平忠次の命により樹木ヶ谷より現在の西大谷入口に寺領を賜って移築された。樹木ヶ谷に寺があった時、門前先の本町に十王堂があり、門前でもあるので寺で管理し大谷町に移築後も継続していたが、明治5年（1872年）廃堂の沙汰があったので、今は本堂に合祀してある。
竜眠寺は天和2年（1682年）以降の横須賀城主西尾家の菩提寺であり、歴代の墓碑がある。
本堂は寛永16年（1639年）に一度出火煙失しており、2年後の寛永18年（1641年）、9代刹山禅和尚により再建され現在に至る。

## 境内宇堂
- 荒神堂 本尊 三室大荒神（木像）
- 鎮守堂 本尊 竜天善神（木像）
大樹和尚諸堂再建無難のため勧請、法孫長久、火盗守護の神である。
- 弁天堂 本尊 弁財天（木像）
寛永17年（1640年）刹山和尚により勧請した[1]。

## 文化財
掛川市指定史跡
- 城主西尾氏の墓塔[2]

掛川市指定天然記念物
- 如意庵のソテツ[3]